# Николаевка (Мишкинский район)
Николаевка (баш. Николаевка) — деревня в Мишкинском районе Республики Башкортостан Российской Федерации. Входит в состав Камеевского сельсовета.

## География

### Географическое положение
Расстояние до:
- районного центра (Мишкино): 17 км,
- центра сельсовета (Камеево): 6 км,
- ближайшей ж/д станции (Загородная): 76 км

## Население
| 2002 | 2009 | 2010 |
| ---- | ---- | ---- |
| 15   | ↘0   | →0   |

Национальный состав
Согласно переписи 2002 года, преобладающая национальность — татары (87 %).